# Hans Meulengracht-Madsen
Hans Meulengracht-Madsen (Vejle, 9 de setembro de 1885 — 7 de outubro de 1966) foi um velejador dinamarquês, medalhista olímpico. Ele competiu nos Jogos Olímpicos de Verão de 1912 na classe 6 Metre e conquistou a medalha de prata na disputa a bordo do Nurdug II com Steen Herschend e Sven Thomsen. Foi a primeira medalha olímpica da Dinamarca na vela. Os três dinamarqueses no Nurdug II travaram uma dura batalha contra os irmãos Thubé no barco francês Mac Miche. Os dois barcos venceram uma única regata antes da regata final, que foi a favor dos franceses.
Hans era irmão dos ginastas Vigo Madsen e Svend Madsen, também medalhistas olímpicos.